# Viscum monoicum
Viscum monoicum là một loài thực vật có hoa trong họ Santalaceae. Loài này được Roxb. ex DC. miêu tả khoa học đầu tiên năm 1830.